# Santenay (Côte-d'Or)
Santenay é uma comuna francesa na região administrativa da Borgonha-Franco-Condado, no departamento de Côte-d'Or. Estende-se por uma área de 10,39 km². Em 2010 a comuna tinha 905 habitantes (densidade: 87,1 hab./km²).